# Nikołaj Buszmanow
Nikołaj Stiepanowicz Buszmanow, ros. Николай Степанович Бушманов (ur. 3 grudnia 1901 we wsi Olchowsko-Ozierskoje w guberni jekaterynburskiej w Rosji, zm. 11 czerwca 1977 we wsi Juszała w obwodzie swierdłowskim w ZSRR) – radziecki wojskowy (pułkownik), zastępca komendanta szkoły propagandystów ROA, a jednocześnie przywódca konspiracyjnej grupy antyhitlerowskiej podczas II wojny światowej.
W 1912 roku ukończył szkołę cerkiewną. 18 lutego 1918 r. wstąpił do wojsk bolszewickich. Do czerwca tego roku służył w wojenkomacie jako komisarz wojskowy. Następnie został dowódcą plutonu kolejno w samodzielnym oddziale czelabińskim, 5 uralskiej dywizji strzeleckiej i 21 dywizji strzeleckiej. Od lutego 1920 r. pełnił funkcję komisarza politycznego konnej razwiedki 195 pułku strzeleckiego. Od marca do lipca przeszedł kurs strzelecki. Do stycznia 1921 r. dowodził plutonem w 95 kubańskim pułku kawalerii. Walczył na Syberii przeciwko wojskom białych admirała Aleksandra W. Kołczaka, a następnie na Krymie przeciwko wojskom gen. Piotra N. Wrangla. Podczas walk trzy razy był ranny. Następnie szkolił się w szkole dywizyjnej 16 dywizji kawalerii, po czym od czerwca 1921 r. do wiosny 1922 r. ponownie był dowódcą plutonu. Od marca 1922 r. do stycznia 1923 r. przeszedł kurs kawaleryjski w szkole dywizyjnej 2 dywizji kawalerii. Od marca 1923 r. dowodził plutonem w samodzielnym szwadronie kawalerii 21 permskiej dywizji strzeleckiej. Od lutego 1924 r. był zastępcą dowódcy szwadronu, zaś od lipca tego roku dowódcą oddziału zwiadowczego 61 pułku strzeleckiego. Od połowy 1926 r. do połowy 1928 roku był słuchaczem kursów kawaleryjskich w kijowskiej szkole wojennej. Następnie objął funkcję dowódcy plutonu w 85 pułku kawalerii. Od lipca 1929 r. dowodził szwadronem w tym pułku. Od listopada 1930 r. był komisarzem politycznym szwadronu, a następnie naczelnikiem pułkowej szkoły dla żołnierzy wojsk konno-zmechanizowanych. Od kwietnia 1933 r. do września 1936 r. przeszedł szkolenie w Akademii Wojskowej im. M. Frunzego w Moskwie, po czym został naczelnikiem jej wydziału szkoleniowego. 29 grudnia tego roku awansował do stopnia kapitana. Od kwietnia 1937 r. był wykładowcą taktyki. 4 listopada tego roku awansował na majora. W grudniu objął funkcję starszego wykładowcy taktyki. 31 grudnia 1938 r. awansował na pułkownika. W 1939 r. został odznaczony Orderem Czerwonej Gwiazdy. Od października 1938 r. był jako docent naczelnikiem katedry historii wojny domowej. Po ataku wojsk niemieckich na ZSRR 22 czerwca 1941 r., objął 2 lipca tego roku funkcję szefa sztabu 7 dywizji strzeleckiej. 11 października został naczelnikiem oddziału operacyjnego sztabu 32 armii. Po jej okrążeniu i zniszczeniu w rejonie Wiaźmy dostał się 22 października do niewoli niemieckiej. Osadzono go w obozie jenieckim w Wiaźmie i Smoleńsku. 8 maja 1942 r. trafił do stalagu w Fürstenbergu. Tam poinformował Niemców o swoich antystalinowskich poglądach, w związku z czym został skierowany na kursy propagandowe w Wuhlheide. Po ich ukończeniu został wykładowcą. W lutym 1943 r. przeniesiono go do szkoły propagandystów ROA w Dabendorfie. W marcu tego roku w stopniu pułkownika objął funkcję naczelnika szkoły ds. szkoleniowych. Wkrótce powołał konspiracyjną grupę antyhitlerowską nazwaną Berlińskim Komitetem WKP(b). Po przejęciu przez Niemców jednego z listów, napisanych przez członka grupy, jej członkowie zostali w czerwcu aresztowani przez Gestapo. Pułkownik N. S. Buszmanow został osadzony w więzieniu w Berlinie, zaś 3 listopada trafił do obozu koncentracyjnego w Sachsenhausen. W kwietniu 1945 r. został wyzwolony, po czym aresztowali go funkcjonariusze SMIERSZ-a. Po procesie 29 lipca tego roku został skazany na karę 10 lat w łagrach. Po zakończeniu kary od 5 grudnia 1954 r. do 25 października 1955 r. przebywał na zsyłce, a następnie został skierowany do rezerwy w stopniu pułkownika. 1 września 1958 r. został zrehabilitowany. Pracował w ministerstwie obrony ZSRR.